# Harmamaxa
Una harmamaxa (en griego antiguo: ἁρμαμάξα o ἁρμάμαξα) es el nombre griego de un carro de origen persa destinado al transporte de personas, a menudo de sexo femenino, esposas o concubinas. Se caracterizaba por tener cuatro ruedas y estar cubierto y llevar cortinas, lo que inspiró a Esquilo para definirlo como una "tienda sobre ruedas".

## Historia
Sus características constructivas y el uso que se le dio la acercaron a los tipos de carro carpentum y pilentum romanos. Respecto al carpentum  era generalmente más grande, a menudo tirado por cuatro caballos u otros cuadrúpedos, y estaba ataviado con ornamentos más espléndidos, lujosos y costosos, al estilo oriental.
El transporte de mujeres y concubinas está confirmado por varios autores. Heródoto, cuando habla de la expedición de Jerjes:
'Conducían juntos carros de viaje [ἁρμαμάξας], y en ellos, las concubinas y numerosos y bien equipados sirvientes'.
La harmamaxa ocupaba entre los persas  el mismo lugar que ocupaba el carpentum entre los romanos, siendo utilizado, especialmente en ocasiones oficiales, para el transporte de mujeres y niños, eunucos o los hijos del rey y sus tutores.
Su uso también estaba reservado para personas de alto rango masculino: el mismo Jerjes, en el relato de Heródoto, viajaba en un carro similar.
También es mencionado por Jenofonte, en Anábasis, como medio de transporte para la reina Epiassa, esposa del rey de Cilicia que, cuando llega Ciro el Joven, pide revisar las tropas de los diez mil mercenarios griegos de la expedición.
Según Plutarco, las telas y cortinas servían para satisfacer los proverbiales celos de los reyes de la zona mesopotámica, que de esta forma ocultaban a sus esposas y concubinas de la vista de los demás. En Plutarco, el carro se utilizó para esconder a un ilustre invitado masculino, para protegerlo de su imprudente intento de llegar a Jerjes, su antiguo adversario.
En Diodoro Sículo, el carro es menciona en la descripción del mismo episodio. Se le cita, aunque con el término genérico de ἁρμάτων, como el carro de oro que, según la costumbre persa, transportaba a mujeres pertenecientes no sólo a la familia real, sino también a parientes y amigos.
Un magnífico ejemplo del harmamaxa, que tardó dos años en construirse, fue el utilizado para transportar el cuerpo de Alejandro Magno desde Babilonia a Alejandría.
La harmamaxa fue utilizada ocasionalmente por las damas de Grecia. Una sacerdotisa de la diosa Diana está representada montada en una llevada por dos vacas blancas, y las monedas de Éfeso muestran que este carruaje, probablemente conteniendo también símbolos de los atributos y culto a Diana, se sumaban al esplendor de las procesiones religiosas en esa ciudad.